# Anaríta
Anaríta är en ort i Cypern.   Den ligger i distriktet Eparchía Páfou, i den sydvästra delen av landet, 90 km sydväst om huvudstaden Nicosia. Anaríta ligger 101 meter över havet och antalet invånare är 386. Den ligger på ön Cypern.
Terrängen runt Anaríta är kuperad åt nordost, men åt sydväst är den platt. Havet är nära Anaríta åt sydväst.  Närmaste större samhälle är Pafos, 10,7 km väster om Anaríta. 
Klimatet i området är tempererat. Årsmedeltemperaturen i trakten är 21 °C. Den varmaste månaden är augusti, då medeltemperaturen är 30 °C, och den kallaste är februari, med 11 °C. Genomsnittlig årsnederbörd är 572 millimeter. Den regnigaste månaden är januari, med i genomsnitt 123 mm nederbörd, och den torraste är augusti, med 2 mm nederbörd.